# 蕙荃路
蕙荃路（英語：Wai Tsuen Road），是香港的一條道路，位於新界荃灣區東北部，全長約520米，北至荃錦交匯處、南接西樓角路。

## 概況
蕙荃路北端盡頭達荃錦交匯處、南端盡頭抵西樓角路近豪輝花園。其中由西樓角路至廟崗街的一段蕙荃路為只准單向北行的上坡道，所有駛經大河道以東一段西樓角路的東行車輛必須經過這段路前往其餘各區；南行車輛則需繞經廟崗街及城門道前往各區。
此外，蕙荃路為荃灣區內少數允許新界的士駛經的指定路線之一，但沿途不准上落客，只可作取道來往荃灣站、城門隧道或青荃橋之用。

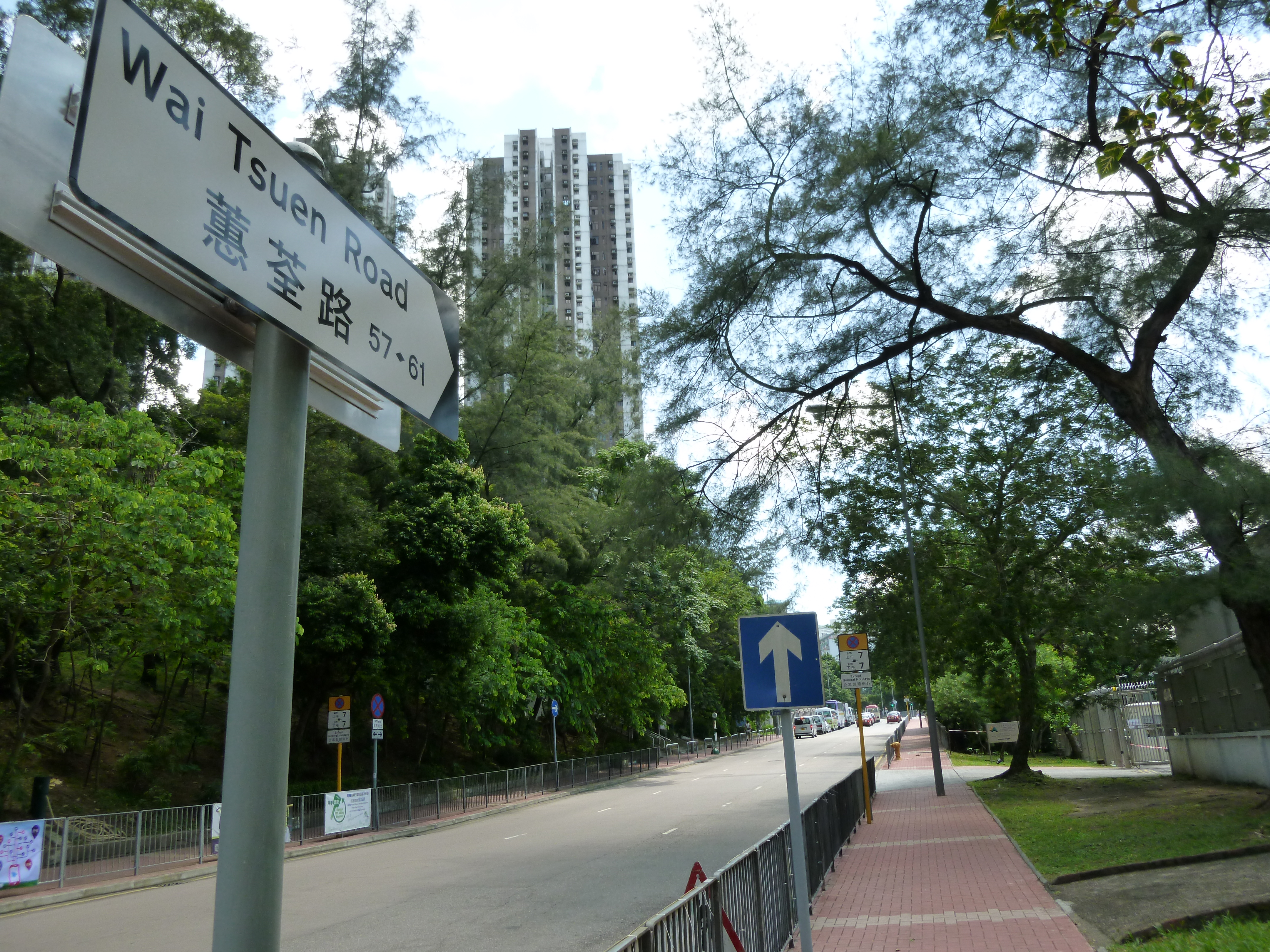
西樓角路至廟崗街的一段蕙荃路只准單向北行
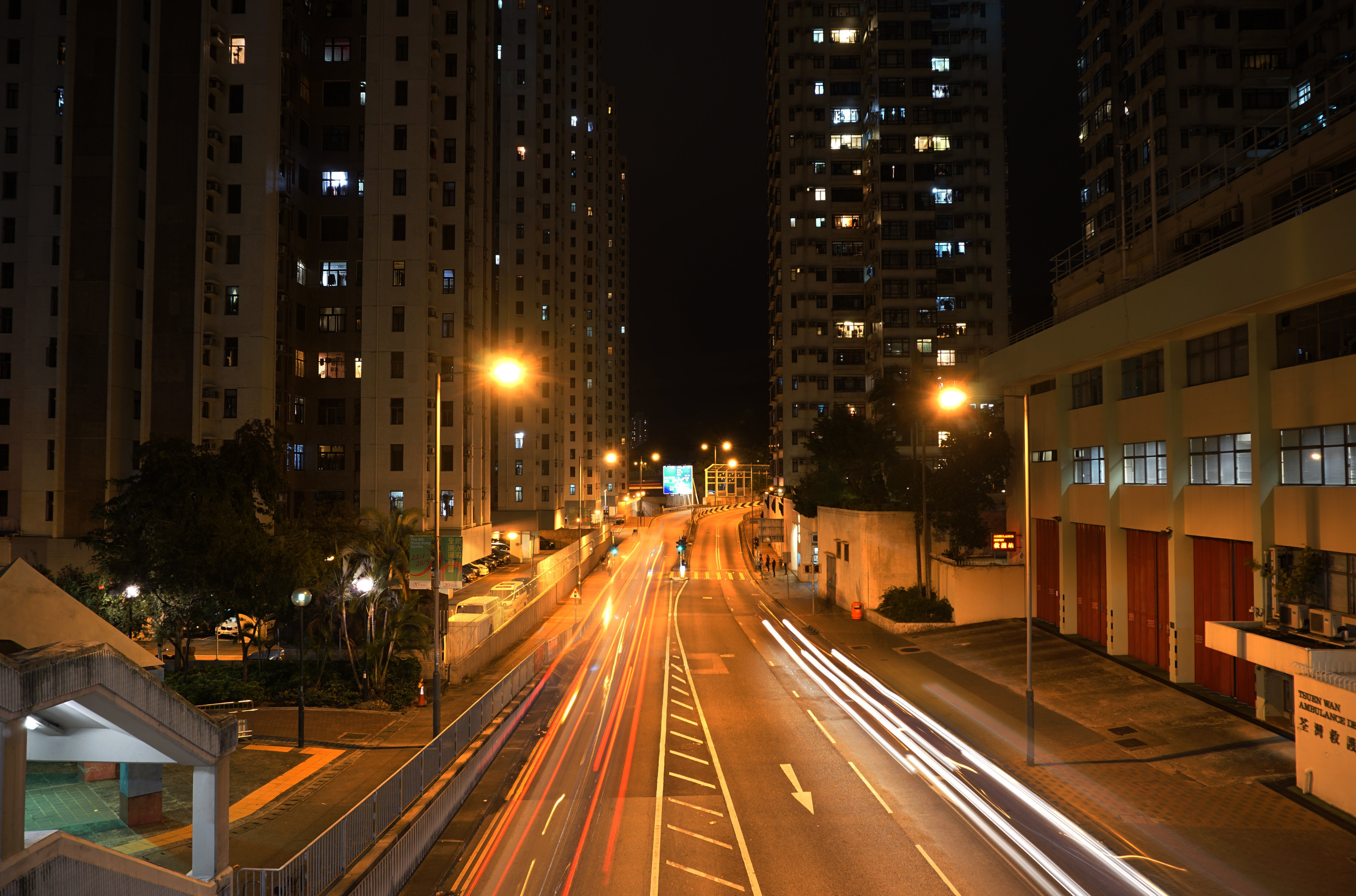
蕙荃路北段夜景

## 附近建築
- 綠楊新邨

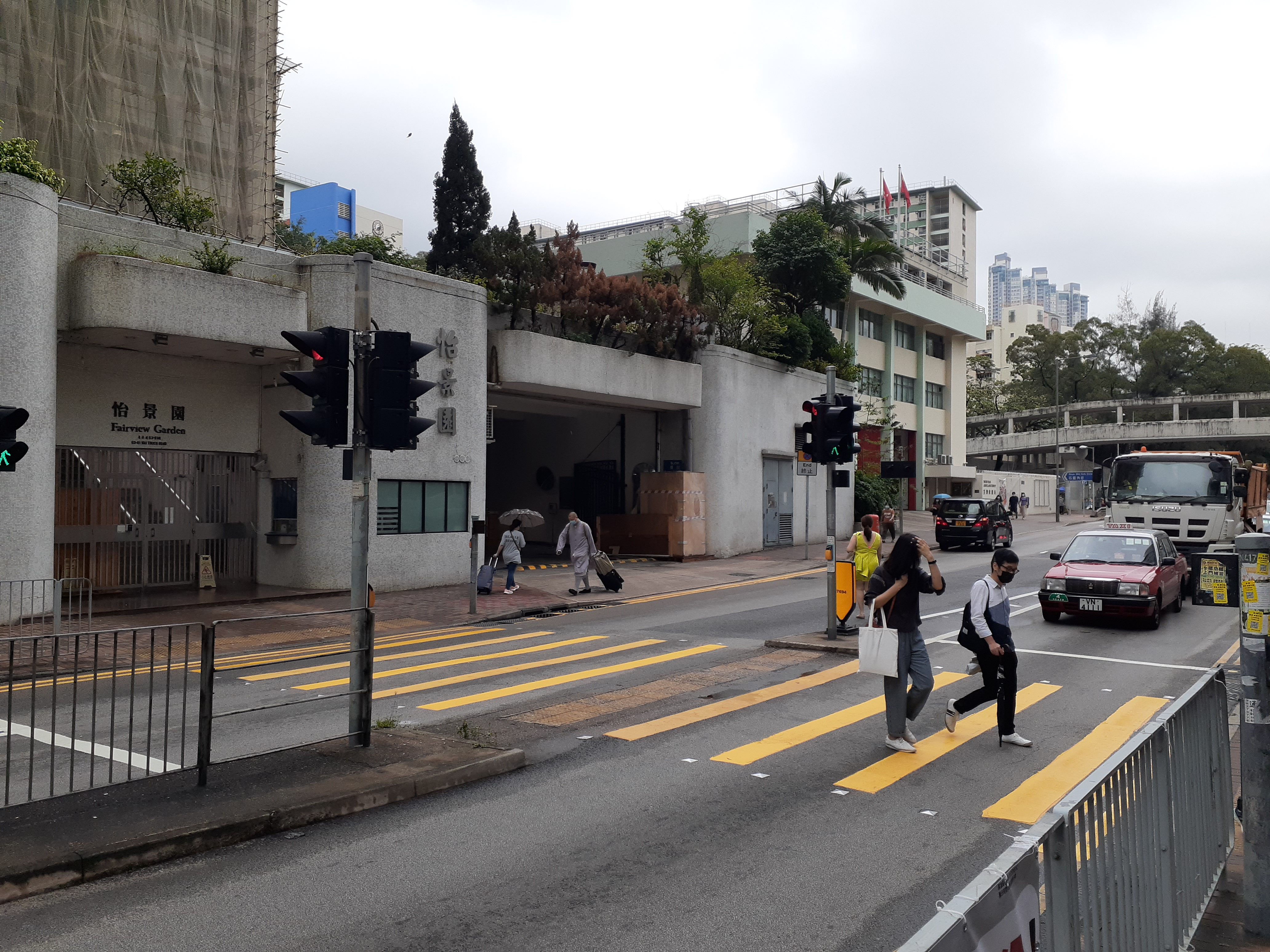
怡景園
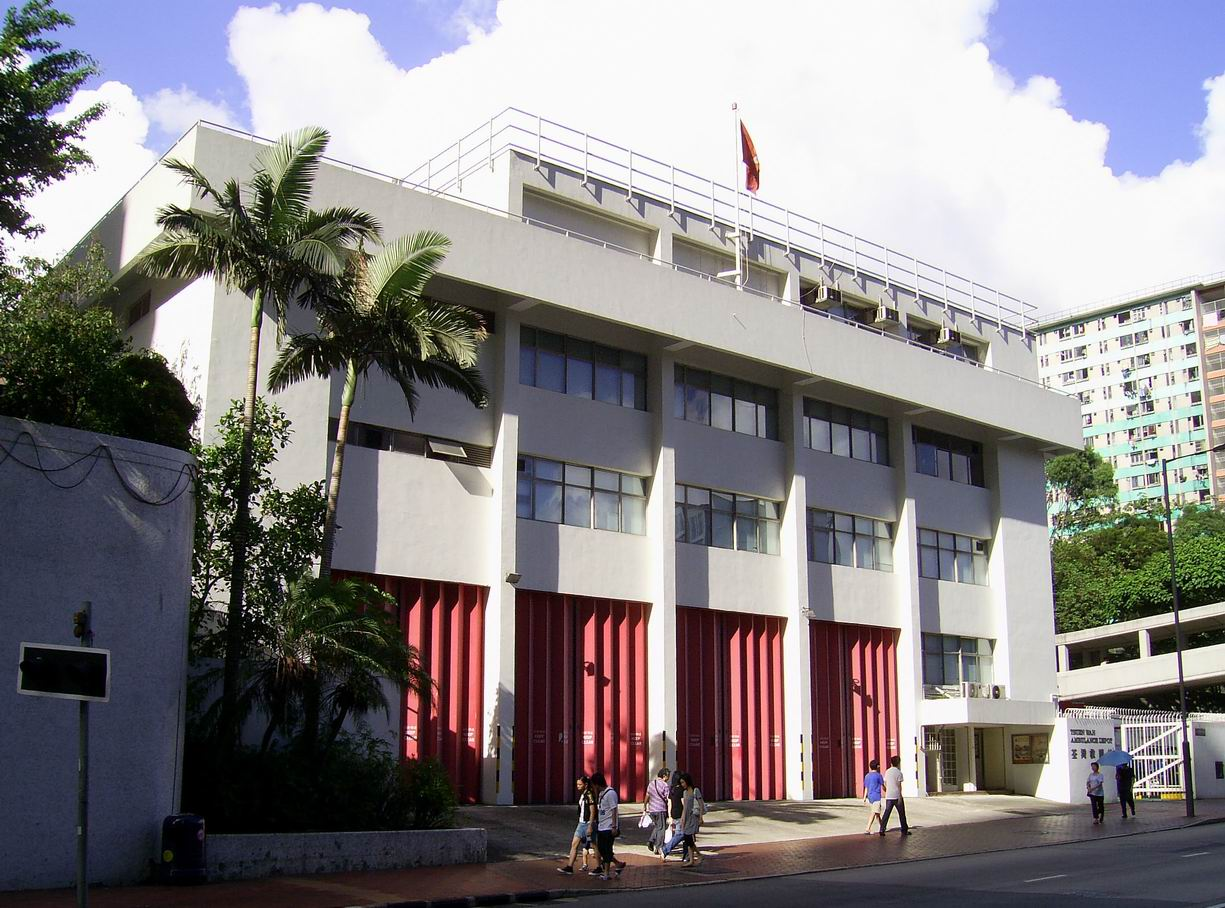
荃灣救護站
- 荃灣天后宮
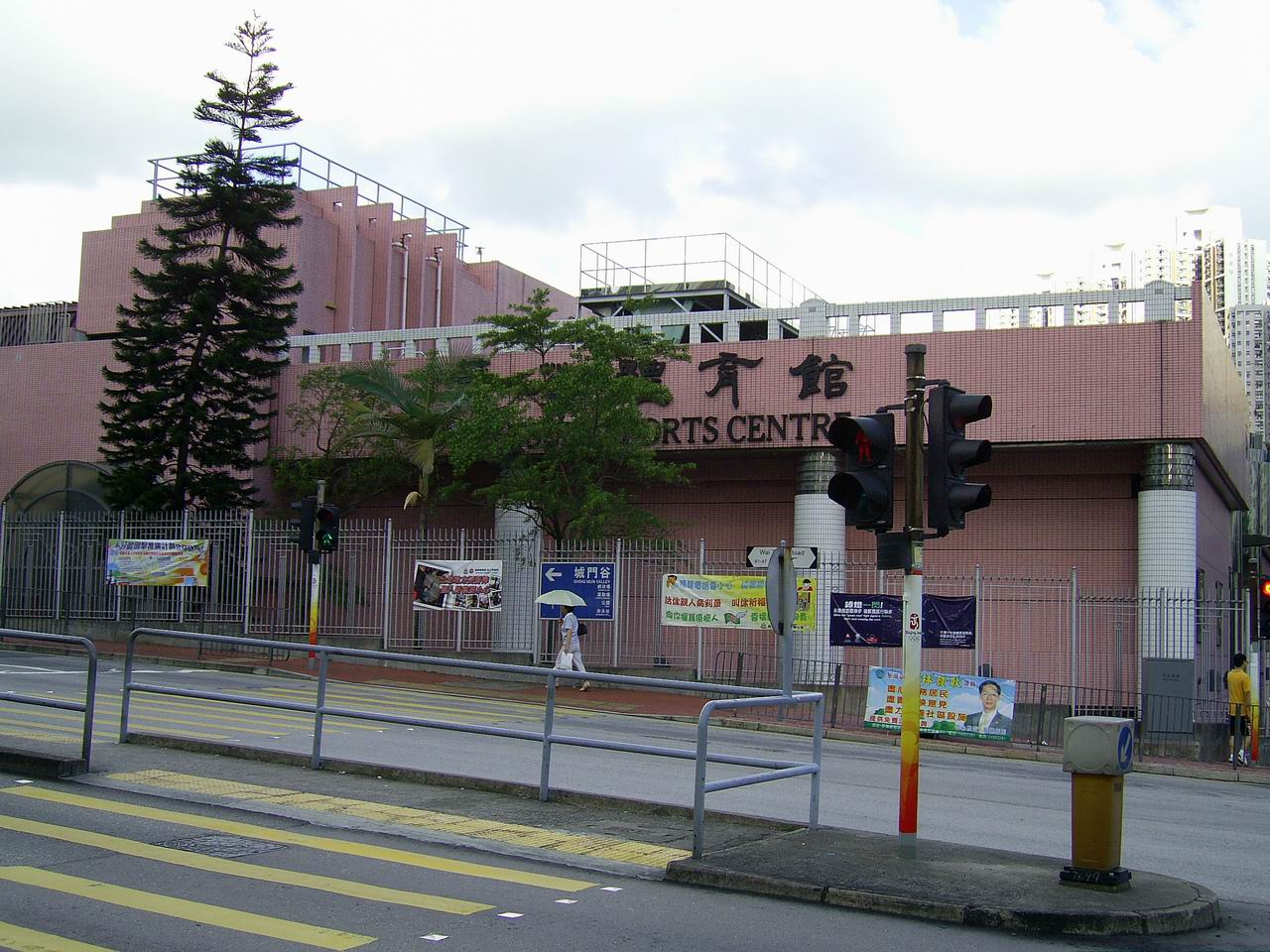
蕙荃體育館
- 三棟屋博物館

- 怡景園
- 荃灣救護站
- 蕙荃體育館

## 交匯道路
- 荃錦交匯處
- 石圍角路
- 廟崗街
- 西樓角路

## 重大事件

### 頭行劫案
2015年5月7日，蕙荃路發生扑頭行劫，其後兩名分別為31歲及16歲的劫匪相繼落網。有當區街坊直指，蕙荃路平日的治安不靖，去年（2014年）暑假也曾於上址遇劫，報案後警方一度於附近增加警力巡邏，但最終不了了之。她表示現在每次途經該路的時候仍感到十分驚慌，但因為住在附近而避無可避。